# Warmwaterpolitiek
Warmwaterpolitiek is de, enigszins spottende, naam van het Russische geopolitieke streven naar het bezit van ijsvrije havens. Vanaf de regering van Peter de Grote is deze constante van het door ijs en landmassa's ingesloten Rusland aanwijsbaar. De tsaren en de regering van de Sovjet-Unie poogden beiden de Bosporus, havens aan de westkant van de Oostzee en ijsvrije havens in het Verre Oosten te veroveren. In ruimere zin verwijst dit begrip niet alleen naar ijsvrije havens, maar ook naar het Russische verlangen om betere toegang te krijgen tot de open oceanen in het westen en het oosten. 
Het Britse Rijk heeft dit streven eeuwenlang tegengewerkt. Voorbeelden hiervan zijn de Krimoorlog en The Great Game in Centraal-Azië.